# 坂本聡
坂本 聡（さかもと そう、1996年6月2日 - ）は、NHKのアナウンサー。

## 人物
広島県福山市出身。広島大学附属福山高等学校、神戸大学法学部卒業後、2020年入局。徳島放送局でデビュー。高校、大学と漫才コンビを組んで、漫才をやっており、担当はボケだった。神戸大学出身のNHKアナウンサーは37年ぶりとなる。好きな食べ物はナス。身長は177cm。

## 出演
☆印は現在出演（担当）中。
徳島放送局時代（2020年度 - 2022年7月）
- 徳島県のニュース・中継・リポート
- とく6徳島（キャスター代行など）
- とくしまニュース845
- どーも、NHK（2020年6月7日：新人お披露目）

神戸放送局時代（2022年8月 - ）
- Live Love ひょうご→リブラブひょうご（キャスター、隔週：2022年10月3日 - ）☆
- 兵庫ニュース845
- リブラブひょうご845☆
- 第24回わが心の大阪メロディー（2024年11月5日、リポーター）
- NHKニュースおはよう日本（廣瀬雄大の5時台代理キャスター：2025年8月12日 - 15日）